# OSC Bremerhaven
OSC Bremerhaven – niemiecki klub sportowy, grający obecnie w Bremen-Lidze (odpowiednik piątej ligi), mający siedzibę w mieście Bremerhaven, w kraju związkowym Brema.

## Historia
- 1972 – został założony jako OSC Bremerhaven (fuzja klubów ATS Bremerhaven (Allgemeiner Turn- und Sportverein Bremerhaven von 1919) i PSV Bremerhaven (Polizei Sport Verein Bremerhaven von 1923))
- 1974 – połączył się z Tanzsportclub 1955 Bremerhaven
- 1977 – połączył się z TuS Bremerhaven 93

## Sukcesy
- Dwa sezony w 2. Bundeslidze Nord: 1977/78 i 1979/80.